# Nové Město (district de Hradec Králové)
Pour les articles homonymes, voir Nové Město.
Nové Město (en allemand : Neustadt) est une commune du district de Hradec Králové, dans la région de Hradec Králové, en République tchèque. Sa population s'élevait à 388 habitants en 2022.

## Géographie
Nové Město se trouve à 3 km à l'est-sud-est du centre de Chlumec nad Cidlinou, à 25 km à l'ouest-sud-ouest de Hradec Králové et à 76 km à l'est-nord-est de Prague.
La commune est limitée par Mlékosrby au nord, par Písek et Stará Voda à l'est, par Klamoš au sud, et par Chlumec nad Cidlinou à l'ouest.

## Histoire
La première mention écrite de la localité date de 1397.

## Galerie

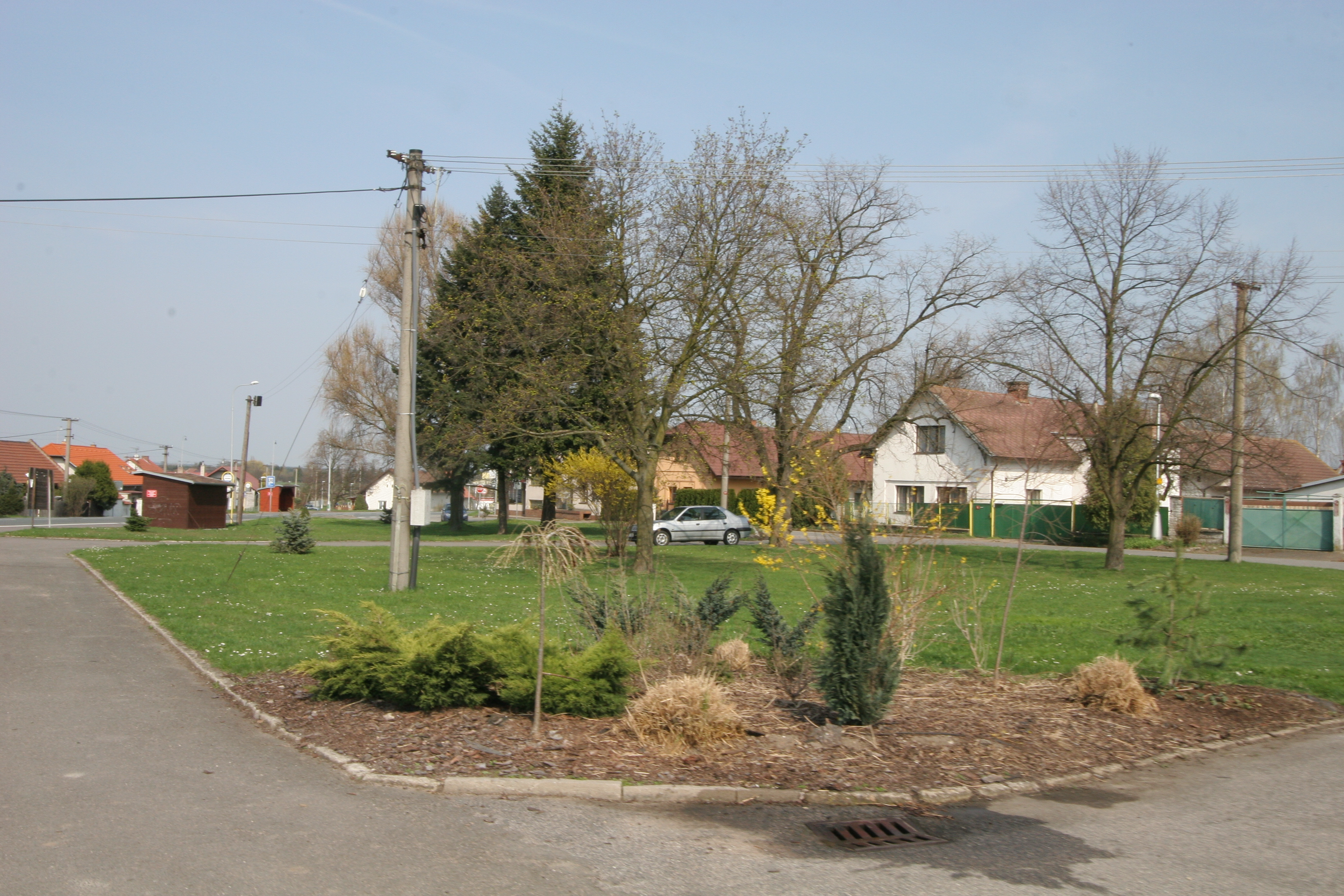
Centre de Nové Město.
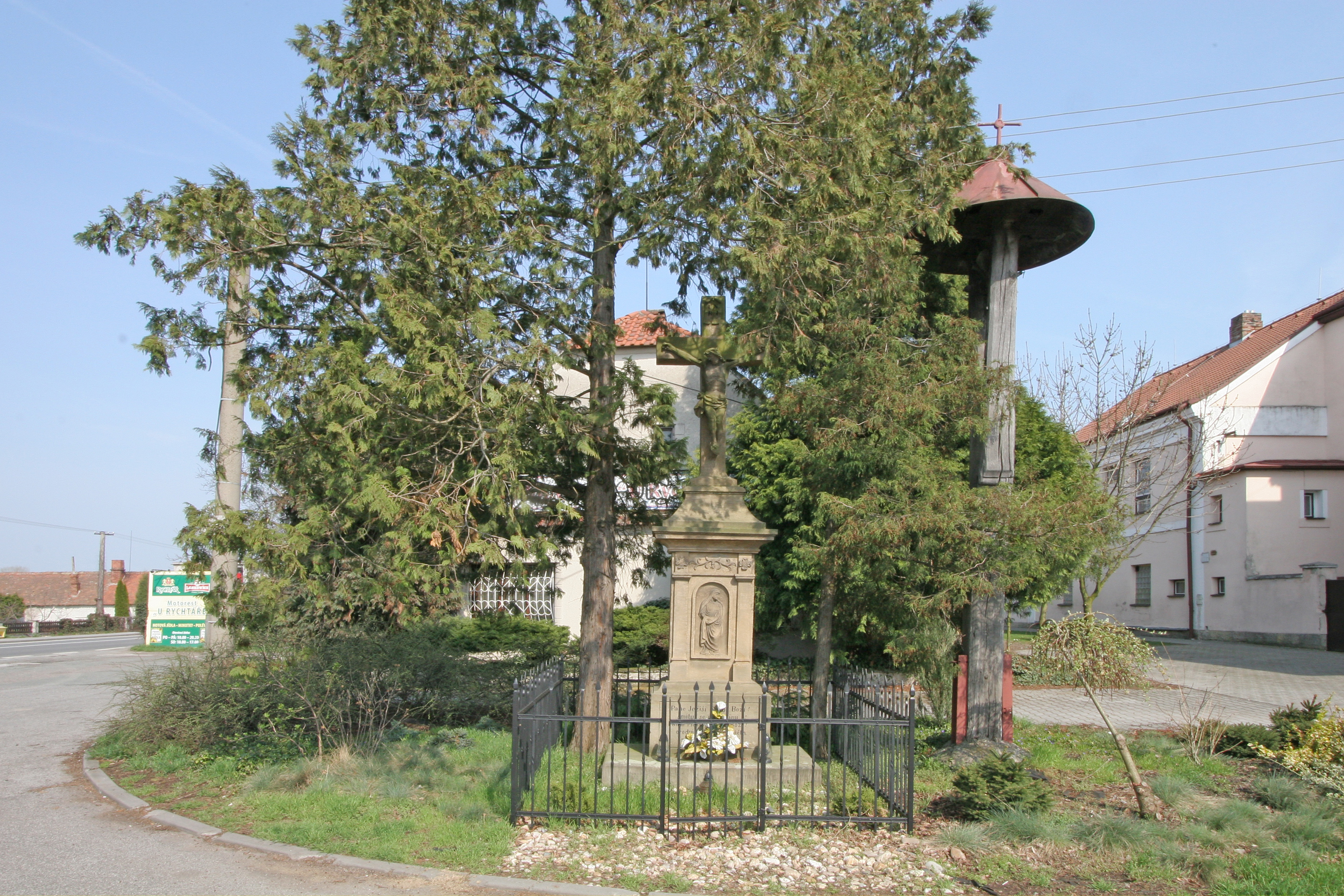
Crucifix et cloche.

## Transports
Par la route, Nové Město se trouve à 2,6 km de Chlumec nad Cidlinou, à 27 km de Hradec Králové et à 91 km de Prague. 